# 나카유키촌
나카유키촌(中結城村)은 이바라키현 유키군에 속했던 촌이다.

## 지리
- 현재의 야치요정의 복서부에 위치하고 있다.

## 역사
촌의 유래는 유키군의 서부에 속했다.
- 1889년 4월 1일 - 정촌제 시행에 의해 유키군 나카유키촌이 성립하였다.
- 1896년 4월 1일 - 군 재편에 의해 니시토요다촌은 유키군에 속하게 되었다.
- 1955년 1월 1일 - 니시토요다 촌, 니시토요다 촌, 안죠 촌, 시모유키 촌이 합병해 야치요촌이 성립하여, 동일 나가유키촌은 폐지되었다.

## 교통

### 도로
- 2급국도
  - 국도 125호선

## 참고문헌
- 角川日本地名大辞典編纂委員会『가도카와 일본 지명 대사전 8 茨城県』、가도카와 쇼텐、1983年 ISBN 4-04-001080-9
- 日本加除出版株式会社編集部『全国市町村名変遷総覧』、日本加除出版、2006年、ISBN 4-8178-1318-0